# 维格纳效应
维格纳效应（名自尤金·维格纳），也作击离效应，指的是原子在经受中子辐射的时候会产生位移的现象。对于石墨晶体而言，以快中子为主导的维格纳效应会导致材料的晶体结构变形。1943年，美国化学家米尔顿·伯顿（Milton Burton）和T·J·纽伯特（T.J. Neubert）发现该效应。